# Lupinus cacuminis
Lupinus cacuminis är en ärtväxtart som beskrevs av Paul Carpenter Standley. Lupinus cacuminis ingår i släktet lupiner, och familjen ärtväxter. Inga underarter finns listade i Catalogue of Life.